# Tommaso Romani
Tommaso Romani (Fiesole, 9 maggio 1992) è un nuotatore italiano che ha nuotato come professionista per il gruppo sportivo delle Fiamme Gialle fino al 2014.

## Carriera Sportiva
Specializzato nella farfalla ma anche discreto stileliberista, si fa notare nel 2007 quando stabilisce il primo record italiano ragazzi nei 50 m farfalla con 25,57. Nel corso della stagione successiva questo tempo sarà limitato dallo stesso Tommaso più volte fino ad arrivare ad un notevole 25,17.
Nello stesso anno entra a far parte della nazionale giovanile partecipando alla Coppa Comen svoltasi a Cipro, dove vince l'oro nei 100 m farfalla, l'argento nella 4x100 stile libero e un altro oro con record della manifestazione nella 4x100 mista.
Nel 2008 durante i Campionati Assoluti primaverili conquista la sua prima medaglia Assoluta, è bronzo nei 100 m farfalla a soli 16 anni.  Durante lo stesso anno prende nuovamente parte alla Coppa Comen bissando il successo nella gara individuale nuotando in 55,84 stabilendo oltre al record italiano junior anche quello della manifestazione. Il giorno seguente sarà argento nella 4x100 mista.
Nel 2009 partecipa agli europei giovanili di praga, dove vince un oro in staffetta e un argento nei 50 m farfalla.  Pochi mesi più tardi viene convocato alla Gymnasiadi, a Doha in Qatar. In questa occasione stabilisce quello che è ancora il record italiano junior e cadetti vincendo l'oro nel 50 m farfalla con il tempo di 23,67. Ripete l'impresa vincendo anche nella doppia distanza, stabilendo l'attuale record italiano junior e cadetti, nonché il record mondiale juniores (52,35). L'oro arriva anche nella 4x100 mista e l'argento nella la 4x100 stile libero. Le Gymnasiadi sono un successo.
Rientrato in italia pochi giorni più tardi, a soli 17 anni in occasione dei Campionati Italiani di Riccione in vasca corta si laurea Campione Italiano Assoluto nei 100 farfalla con il tempo di 51,61.
Nel 2010 viene convocato per la prima volta in nazionale assoluto per un trofeo a Berlino. Pochi mesi più tardi dopo aver partecipato nuovamente agli europei giovanili di Helsinki, arriva la convocazione per i Giochi olimpici giovanili di Singapore, dove vince una prestigiosa medaglia di bronzo nei 50 m farfalla. 
Nel 2011 viene convocato per i Giochi Mondiali Militari di Rio de Janeiro, conquista un bronzo nello sprint della farfalla, uno nei 100 m e nuota in ultima frazione nella 4x100 stile libero, portando la staffetta italiana sul gradino più alto del podio. Conquista anche un bronzo nella 4x100 mista.
Nel 2013 prende parte alle Universiadi in Kazan, nuota i 50 e 100 farfalla nonché la staffetta, solo al mattino ed è bronzo nella 4x100 stile libero.
Tommaso chiude la carriera professionistica nell'Agosto del 2014.

## Palmarès
- Olimpiadi giovanili

Singapore 2010: bronzo nei 50m farfalla.
- Europei giovanili

Praga 2009: argento nei 50m farfalla.